# Xie Feng
Xie Feng (en chino simplificado, 谢锋; pinyin, Xie Feng; Jiangdu, Jiangsu; 19 de abril de 1964) es un diplomático chino. Desde mayo de 2023 ejerce como el duodécimo y actual embajador de China en los Estados Unidos. Anteriormente fue viceministro de Relaciones Exteriores de la República Popular China, específicamente para gestionar la relación de China con Estados Unidos. Anteriormente fue comisionado de la Oficina del Ministerio de Relaciones Exteriores de China en Hong Kong y con anterioridad había trabajado como director general del Departamento de Asuntos de América del Norte y Oceanía, así como Embajador de China en Indonesia.

## Biografía
Xie Feng nació en 19 de abril de 1964 en la localidad de Jiangdu en la provincia de Jiangsu. En 1981, fue admitido en la Universidad de Asuntos Exteriores de China y se graduó en 1986 con una Licenciatura en Derecho. Ese mismo año, ingresó en el Departamento de Europa Occidental del Ministerio de Relaciones Exteriores de China como miembro del personal y luego se le otorgó el rango de agregado. En 1989, fue enviado a la Embajada de China en Malta, donde fue ascendido de agregado a tercer secretario.
En 1993, regresó a China donde trabajó en la División Americana del Departamento de América del Norte y Oceanía del Ministerio de Relaciones Exteriores, durante este período fue ascendido a subdirector y luego a director. En 2000, fue enviado a trabajar a la embajada china en los Estados Unidos y, sucesivamente, se desempeñó como consejero del Congreso, consejero de prensa y portavoz de la embajada. En 2003, volvió a trabajar en China nuevamente y se desempeñó como consejero y subdirector del Departamento de América del Norte y Oceanía del Ministerio de Relaciones Exteriores a cargo de la diplomacia chino-estadounidense. En enero de 2008, se desempeñó como ministro de la Embajada de China en los Estados Unidos. En octubre de 2010, fue ascendido a Director del Departamento de Asuntos de América y Oceanía del Ministerio de Relaciones Exteriores.

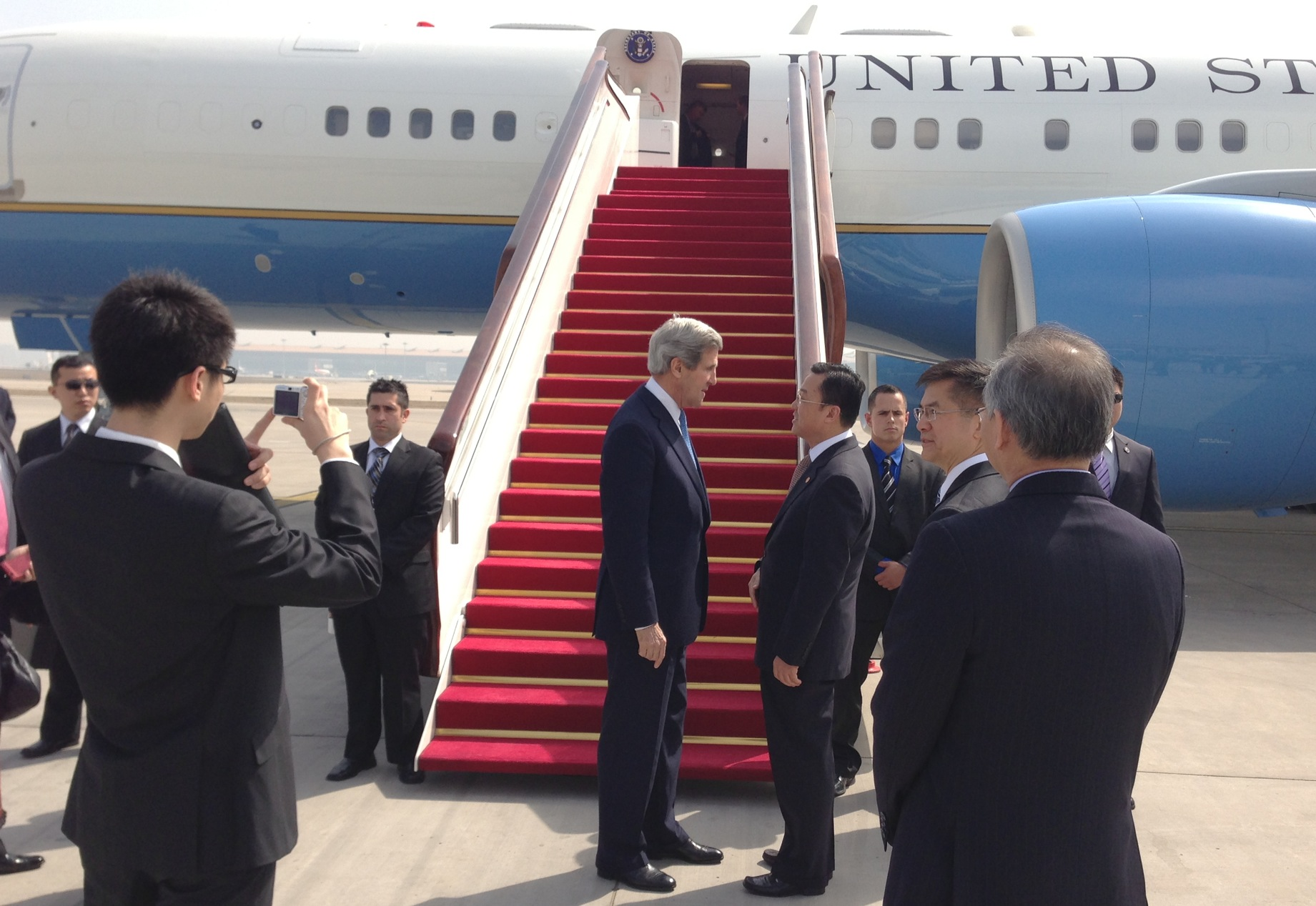
El Secretario de Estado John Kerry, es recibido por Xie Feng, director general del Ministerio de Relaciones Exteriores de China para América del Norte, a su llegada a Beijing, el 13 de abril de 2013.

En junio de 2014, sucedió a Liu Jianchao como embajador Extraordinario y Plenipotenciario de China en Indonesia.
En junio de 2017, sucedió a Song Zhe como comisionado del Ministerio de Asuntos Exteriores en Hong Kong. Durante la campaña contra el proyecto de ley de extradición en 2019, Xie Feng recibió un reconocimiento de alto nivel por su «atrevimiento a luchar». El 13 de enero de 2021, renunció a este puesto y regresó a Pekín para asumir el cargo de viceministro de Relaciones Exteriores a cargo de la planificación de políticas, la región de Gran América y los asuntos de América Latina.
Del 13 al 17 de mayo de 2021, el vicecanciller Xie Feng acompañó a los enviados de América Latina y el Caribe a China para visitar la región autónoma de Sinkiang. La misión diplomática visitó Urumqi, Turfán y Jotán, inspeccionó las condiciones sociales, económicas, culturales, étnicas y religiosas de la región y exploró activamente nuevas oportunidades para la cooperación entre Sinkiang y América Latina. Participaron veintitrés embajadores y altos diplomáticos de diecinueve países de América Latina y el Caribe.
El 23 de mayo de 2023, fue nombrado embajador de la República Popular China en los Estados Unidos. El 1 de julio de 2023, presentó sus credenciales al presidente de los Estados Unidos, Joe Biden.